# 奥莫低谷
奥莫低谷是埃塞俄比亚南部奧莫河靠近图尔卡纳湖的一处世界遗产，以发现大量的类人化石而闻名，其中人类股薄肌的发现最为著名。1980年列入联合国教科文组织世界遗产。
由于有关部门的保护，奥莫低谷地区的化石保护较好，对于研究人类进化具有重要意义。

## 登録基準
该世界遗产被认为满足世界遺產登錄基準中的以下基準而予以登錄：
- （iii）呈现有关现存或者已经消失的文化传统、文明的独特或稀有之证据。
- （iv）关于呈现人类历史重要阶段的建筑类型，或者建筑及技术的组合，或者景观上的卓越典范。